# The Gifted: Naznaczeni
The Gifted: Naznaczeni – amerykański serial telewizyjny (akcja, fantastyka naukowa, dramat) wyprodukowany przez Marvel Television oraz 20th Century Fox Television. Serial emitowany od 2 października 2017 roku przez FOX; w Polsce pierwszy odcinek został wyświetlony dzień później przez Fox Polska. 4 stycznia 2018 roku stacja FOX poinformowała o zamówieniu drugiego sezonu serialu.
18 kwietnia 2019 roku stacja FOX anulowała serial po dwóch sezonach.

## Fabuła
Struckerowie odkrywają, że ich dzieci są mutantami obdarzonymi niezwykłymi zdolnościami. Od tego momentu rodzina musi uciekać przed władzami. Przyłączają się do podziemnej społeczności mutantów walczących o przeżycie.

## Obsada

### Główna
- Stephen Moyer jako Reed Strucker[4]
- Amy Acker jako Caitlin Strucker[5]
- Sean Teale jako Marcos Diaz / Eclipse[6]
- Jamie Chung jako Clarice Fong / Blink[7]
- Coby Bell jako Jace Turner[8]
- Emma Dumont jako Lorna Dane / Polaris[5]
- Blair Redford jako John Proudstar / Thunderbird[9]
- Natalie Alyn Lind jako Lauren Strucker[10]
- Percy Hynes White jako Andy Strucker[5]
- Skyler Samuels jako siostry Frost
- Grace Byers jako Reeva Payge

### Role drugoplanowe
- Garret Dillahunt jako Roderick Campbell[11]
- Jermaine Rivers jako Shatter[12]
- Hayley Lovitt  jako Sage[13]
- Elena Satine jako Dreamer

## Odcinki
| Sezon | Odcinki | Oryginalna emisja w FOX | Oryginalna emisja w FOX | Oryginalna emisja w Fox Polska | Oryginalna emisja w Fox Polska | Oryginalna emisja w Fox Polska |
| Sezon | Odcinki | Premiera sezonu         | Finał sezonu            | Premiera sezonu                | Finał sezonu                   |                                |
| ----- | ------- | ----------------------- | ----------------------- | ------------------------------ | ------------------------------ | ------------------------------ |
| 1     | 13      | 2 października 2017     | 15 stycznia 2018        | 3 października 2017            | 16 stycznia 2018               |                                |
| 2     | 16      | 25 września 2018        | 26 lutego 2019          | 8 października 2018            | 10 marca 2019                  |                                |

### Sezon 1 (2017-2018)
| №  | Nr | Tytuł                                     | Reżyseria        | Scenariusz                     | Premiera (FOX)       | Premiera w Polsce (Fox Polska) |
| -- | -- | ----------------------------------------- | ---------------- | ------------------------------ | -------------------- | ------------------------------ |
| 1  | 1  | Ujawnienie eXposed                        | Bryan Singer     | Matt Nix                       | 2 października 2017  | 3 października 2017            |
| 2  | 2  | Recepta rX                                | Len Wiseman      | Matt Nix                       | 9 października 2017  | 10 października 2017           |
| 3  | 3  | Eksodus eXodus                            | Scott Peters     | Rashad Raisani                 | 16 października 2017 | 17 października 2017           |
| 4  | 4  | Strategia wyjścia eXit strategy           | Karen Gaviola    | Meredith Lavender, Marcie Ulin | 23 października 2017 | 24 października 2017           |
| 5  | 5  | Uwięzienie boXed in                       | Jeremiah Chechik | Jim Campolongo                 | 30 października 2017 | 31 października 2017           |
| 6  | 6  | Możesz na mnie liczyć got your siX        | Craig Siebels    | Melinda Hsu Taylor             | 6 listopada 2017     | 7 listopada 2017               |
| 7  | 7  | Prowizorka eXtreme measures               | Stephen Surjik   | Michael Horowitz               | 13 listopada 2017    | 14 listopada 2017              |
| 8  | 8  | Zagrożenie wymarciem threat of eXtinction | Steven DePaul    | Carly Soteras                  | 20 listopada 2017    | 21 listopada 2017              |
| 9  | 9  | Przechytrzeni outfoX                      | Liz Friedlander  | Brad Marques                   | 4 grudnia 2017       | 26 grudnia 2017                |
| 10 | 10 | Wykorzystani eXploited                    | Craig Siebels    | Jim Campolongo                 | 11 grudnia 2017      | 2 stycznia 2018                |
| 11 | 11 | 3 X 1                                     | David Straiton   | Melinda Hsu Taylor             | 1 stycznia 2018      | 9 stycznia 2018                |
| 12 | 12 | Ekstrakcja eXtraction                     | Scott Peters     | Michael Horowitz               | 15 stycznia 2018     | 16 stycznia 2018               |
| 13 | 13 | Na rozdrożu X-roads                       | Stephen Surjik   | Matt Nix, Jim Garvey           | 15 stycznia 2018     | 16 stycznia 2018               |

### Sezon 2 (2018-2019)
| №  | Nr | Tytuł                               | Reżyseria             | Scenariusz                       | Premiera (FOX)       | Premiera w Polsce (Fox Polska) |
| -- | -- | ----------------------------------- | --------------------- | -------------------------------- | -------------------- | ------------------------------ |
| 14 | 1  | Ujawnienie eMergence                | Robert Duncan McNeill | Matt Nix                         | 25 września 2018     | 8 października 2018            |
| 15 | 2  | Zacumowani unMoored                 | Steven DePaul         | Rashad Raisani                   | 2 października 2018  | 15 października 2018           |
| 16 | 3  | Komplikacje coMplications           | Michael Goi           | Michael Horowitz                 | 9 października 2018  | 22 października 2018           |
| 17 | 4  | Prześcignięci outMatched            | Deran Sarafian        | Marta Gené Camps                 | 16 października 2018 | 29 października 2018           |
| 18 | 5  | Pokłosie afterMath                  | Scott Peters          | Melissa R. Byer, Treena Hancock  | 30 października 2018 | 5 listopada 2018               |
| 19 | 6  | Piętno iMprint                      | Michael Goi           | Dawn Kamoche & Ariella Blejer    | 6 listopada 2018     | 12 listopada 2018              |
| 20 | 7  | Bez litości no Mercy                | Nina Lopez-Corrado    | Brad Marques                     | 13 listopada 2018    | 19 listopada 2018              |
| 21 | 8  | Sen dreaM                           | Robert Duncan McNeill | Carly Soteras                    | 27 listopada 2018    | 13 stycznia 2019               |
| 22 | 9  | Zmiana gry gaMe changer             | Allison Liddi-Brown   | Melinda Hsu Taylor               | 4 grudnia 2018       | 20 stycznia 2019               |
| 23 | 10 | Wróg mojego wroga eneMy of My eneMy | Gregory Prange        | Michael Horowitz                 | 1 stycznia 2019      | 27 stycznia 2019               |
| 24 | 11 | Memento meMento                     | Maggie Kiley          | Jim Garvey                       | 8 stycznia 2019      | 3 lutego 2019                  |
| 25 | 12 | Dom hoMe                            | Dawn Wilkinson        | Marta Gené Camps                 | 15 stycznia 2019     | 10 lutego 2019                 |
| 26 | 13 | Wodzona na pokuszenie teMpted       | Jonathan Frakes       | Melissa R. Byer & Treena Hancock | 22 stycznia 2019     | 17 lutego 2019                 |
| 27 | 14 | Niedola calaMity                    | Stephen Surjik        | Jason Lazarcheck                 | 12 lutego 2019       | 24 lutego 2019                 |
| 28 | 15 | Potwory Monsters                    | Scott Peters          | Carly Soteras                    | 19 lutego 2019       | 3 marca 2019                   |
| 29 | 16 | Znaki oMens                         | Robert Duncan McNeill | Matt Nix                         | 26 lutego 2019       | 10 marca 2019                  |

## Produkcja
25 stycznia 2017 roku stacja FOX ogłosiła zamówienie pilotowego odcinka o X-Menie od Matta Nixa.
W lutym 2017 roku poinformowano, że w dramacie zagrają: Jamie Chung jako Clarice Fong / Blink, Stephen Moyer jako Reed Strucker, Sean Teale jako Marcos Diaz / Eclipse oraz Blair Redford  jako John Proudstar / Thunderbird.
W kolejnym miesiącu ogłoszono, że do obsady dołączyli: Natalie Alyn Lind jako Lauren Strucker, Amy Acker jako Caitlin Strucker, Emma Dumont jako Lorna Dane / Polaris, Percy Hynes White jako Andy Strucker oraz Coby Bell jako Jace Turner.
10 maja 2017 roku stacja  FOX ogłosiła zamówienie pierwszego sezonu dramatu, który zadebiutuje w sezonie telewizyjnym 2017/2018.
We wrześniu 2017 roku ogłoszono, że do obsady dołączyli: Hayley Lovitt, Garret Dillahunt i Jermaine Rivers.
4 stycznia 2018 roku stacja FOX poinformowała o zamówieniu drugiego sezonu serialu.